# Иванова, Галина Ивановна
Галина Ивановна Иванова (28 августа 1974) — украинская футболистка, полузащитница. Мастер спорта Украины.

## Биография
Начала взрослую карьеру в клубе «Искра» (Запорожье), с которым стала победительницей первой лиги Украины 1992 года и в следующем сезоне выступала в высшей лиге, где провела за запорожский клуб 21 матч и забила 2 гола. В 1994 году перешла в столичную «Алину», выступала за клуб четыре сезона, сыграв 55 матчей и забив 12 голов в высшей лиге. Чемпионка Украины 1997 года, серебряный (1995, 1996) и бронзовый (1994) призёр чемпионата Украины, обладательница (1995, 1997) и финалистка (1994, 1996) Кубка Украины. По окончании сезона 1997 года клуб был расформирован и спортсменка стала свободным агентом.
В 1998—1999 годах играла за российский клуб «Энергия» (Воронеж), провела не менее 7 матчей в чемпионате России. В 2000 году выступала на Украине за столичный клуб «Киевская Русь», с которым стала серебряным призёром чемпионата страны. В 2001 году перешла в черниговскую «Легенду», где провела два сезона, в обоих (2001, 2002) становилась чемпионкой и обладательницей Кубка Украины. В 2003 году вместе с большой группой украинских футболисток играла за азербайджанский «Гёмрюкчю». В конце карьеры провела сезон в составе сумского «Спартака», забила 8 голов в 10 матчах и стала бронзовым призёром чемпионата Украины 2004 года.
Выступала за сборную Украины[уточнить]. 